# シャンプレイン (オンタリオ州)

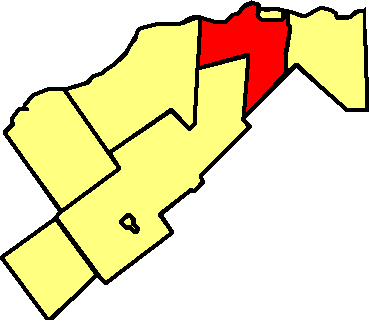
プレスコット・ラッセル連合郡内の位置

シャンプレイン（英：Township of Champlain）は、カナダのオンタリオ州、プレスコット・ラッセル連合郡に位置する町である。オタワ川が町を面して流れており、対岸にはケベック州がある。2006年統計で人口8,683人、面積207.15km²。